# Kaško močvirje
Kaško močvirje ali Kuško močvirje je veliko območje slanih močvirij, ki se razteza na meji med Indijo in Pakistanom. Večinoma je v okrožju Kutč v indijski zvezni državi Gudžarat, manjši del pa sega v pakistansko provinco Sind. Deli se na Veliko kuško močvirje in Malo kuško močvirje.

## Geografija
Kaško močvirje leži večinoma v indijski državi Gudžarat, natančneje v okrožju Kutč, po katerem je dobil ime. Nekateri deli segajo v pakistansko provinco Sindh. Beseda Rann v gudžaratščini pomeni 'puščava'.
Kaško močvirje pokriva približno 26.000 kvadratnih kilometrov). Veliko kuško močvirje je večji del Kaškega močvirja. Razteza se proti vzhodu in zahodu, s puščavo Thar na severu in nizkimi griči Kuš na jugu. Delta reke Ind leži na zahodu v južnem Pakistanu. Malo kaško močvirje leži jugovzhodno od Velikega in se razteza proti jugu do zaliva Kuš.
Številne reke, ki izvirajo iz Radžastana in Gudžarata, se izlivajo v Kaško močvirje, vključno z Luni, Bhuki, Bharud, Nara, Kharod, Banas, Sarasvati, Rupen, Bambhan in Maččhu. Kori Creek in Sir Creek, plimska potoka, ki sta del delte reke Ind, sta na zahodnem koncu Velikega Rana.
Površje je na splošno ravno in zelo blizu morske gladine, večino Rana vsako leto poplavi v monsunski sezoni. Obstajajo predeli peščenih višin, imenovani medaki, ki ležijo dva do tri metre nad gladino poplav. Tukaj rastejo drevesa in grmičevje, ki nudijo zatočišče divjim živalim ob vsakoletnih poplavah.

### Podnebje
Podnebje ekoregije je subtropsko. Povprečne temperature v vročih poletnih mesecih znašajo 44 °C, najvišje pa lahko dosežejo 50 °C. Pozimi lahko temperatura pade do ali pod ledišče.
Padavine so zelo sezonske. Kaško močvirje je večino leta suh, padavine pa so koncentrirane v monsunski sezoni od junija do septembra. Med monsunsko sezono lokalne padavine in rečni odtok poplavijo večji del Rana do globine 0,5 metra. Vode med dolgo sušno sezono izhlapijo in je Kaško močvirje znova suho do začetka naslednje monsunske sezone.

## Ekologija
Kaško močvirje je edino veliko poplavljeno območje travišč v indo-malajskem kraljestvu. Območje ima na eni strani puščavo in na drugi morje, kar omogoča različne ekosisteme, vključno z mangrovami in puščavsko vegetacijo. Njena travišča in puščave so dom oblikam prostoživečih živali, ki so se prilagodile pogosto težkim razmeram. Sem spadajo endemične in ogrožene živalske in rastlinske vrste.

### Rastlinstvo
Prevladujoča vegetacija v Kaškem močvirju je travinje in grmičevje. Običajne vrste trav vključujejo Apluda aristata, Cenchrus spp., Pennisetum spp., Cymbopogon spp., Eragrostis spp. in Elionurus spp.
Drevesa so redka, razen na vzpetinah, ki se dvigajo nad poplavnim območjem. Tujerodno drevo mehiški meskit (Prosopis juliflora) se je uveljavilo na medakih, njegovi semenski stroki pa so celoletna hrana za divje osle.

### Živalstvo
Kuško močvirje je dom približno 50 vrstam sesalcev. Vključujejo več velikih rastlinojedih živali, kot je indijski divji osel (Equus hemionus khur), činkara (Gazella bennettii), nilgav (Boselaphus tragocamelus) in indijska antilopa (Antilope cervicapra), ter velikimi plenilci, kot so volk (Canis lupus), progasta hijena (Hyaena hyaena), afriška divja mačka (Felis lybica) in karakal (Felis caracal). Indijski divji osel je bil nekoč širše razširjen, zdaj pa je omejen na Kaško močvirje. Nilgav in indijska antilopa sta ogroženi vrsti.
V Kuškem močvirju je več kot 200 vrst ptic, vključno z ogroženimi vrstami mali florikanec (Sypheotides indicus) in droplja ovratničarka (Chlamydotis undulata). Sezonska mokrišča zagotavljajo življenjski prostor številnim vodnim pticam, vključno z žerjavom (Grus virgo) in plamencem (Phoeniconaias minor).

## Zgodovina in kultura
Zgodovina Kuškega močvirja se je začela z zgodnjimi neolitskimi naselbinami. Kasneje so ga naselile civilizacija doline Inda ter indijska imperija Maurijsko cesarstvo in Guptski imperij.

### Obdobje doline Inda
Zdi se, da so se prebivalci civilizacije Inda naselili v Kuškem močvirju okoli leta 3500 pred našim štetjem. Indsko mesto Dholavira, največje območje Inda v Indiji, je v Kuškem močvirju. To mesto je bilo zgrajeno ob Rakovem povratniku, kar morda kaže na to, da so bili prebivalci Dholavire vešči astronomije. Kuško močvirje je vsebovalo tudi industrijsko lokacijo Khirasara, kjer so našli skladišče.
Številni indologi, kot sta A. S. Gaur in Mani Murali, menijo, da je bilo Kaško močvirje v času civilizacije Inda plovno otočje in ne slano močvirje, kot je danes. Za civilizacijo Inda je bilo znano, da je imela obsežen pomorski trgovinski sistem, zato so predlagali Gaur et al. da so bila v Kaškem močvirju morda pristanišča.

### Cesarsko indijsko obdobje
Kuško močvirje je bilo del Maurijskega cesarstva in Guptskega imperija.

### Kolonialno in moderno obdobje
Kuško močvirje je prišlo pod nadzor Britanskega Raja, ki je uvedel prepoved nabiranja soli. Indijski aktivist Mahatma Gandhi je proti tej prepovedi protestiral in jo razveljavil. Pred kratkim so prebivalci Kuškega močvirja začeli prirejati festival Rann Utsav, trimesečni karneval, ki označuje vrhunec turistične sezone. Kadija dhro v Nakhatrani je priljubljeno mesto med turisti.
- Puščavske ladje vlečejo turiste v soline[14]
- Ruševine v Dholaviri
- Ljudska glasba pri Rann Utsav
- Kadiya Dhro
- Jata plamencev v Kuškem močvirju v Indiji
- Vožnja skozi slano puščavo

## Ohranjanje in zavarovana območja
Ocena iz leta 2017 je pokazala, da je 20.946 km² ali 76 % ekoregije v zavarovanih območjih. Vključujejo zavetišče za divje živali v puščavi Kuš (7506,22 km²), ki je bilo ustanovljeno leta 1986 in pokriva večji del Velikega kuškega močvirja, in zavetišče za indijske divje osle (4953,71 km²), ki je bilo ustanovljeno leta 1973 in pokriva večji del Malega kuškega močvirja. Pakistanski rezervat za divje živali Kaško močvirje ščiti severni del Velikega kaškega močvirja in sosednjo puščavo Thar.